# منتج أولي

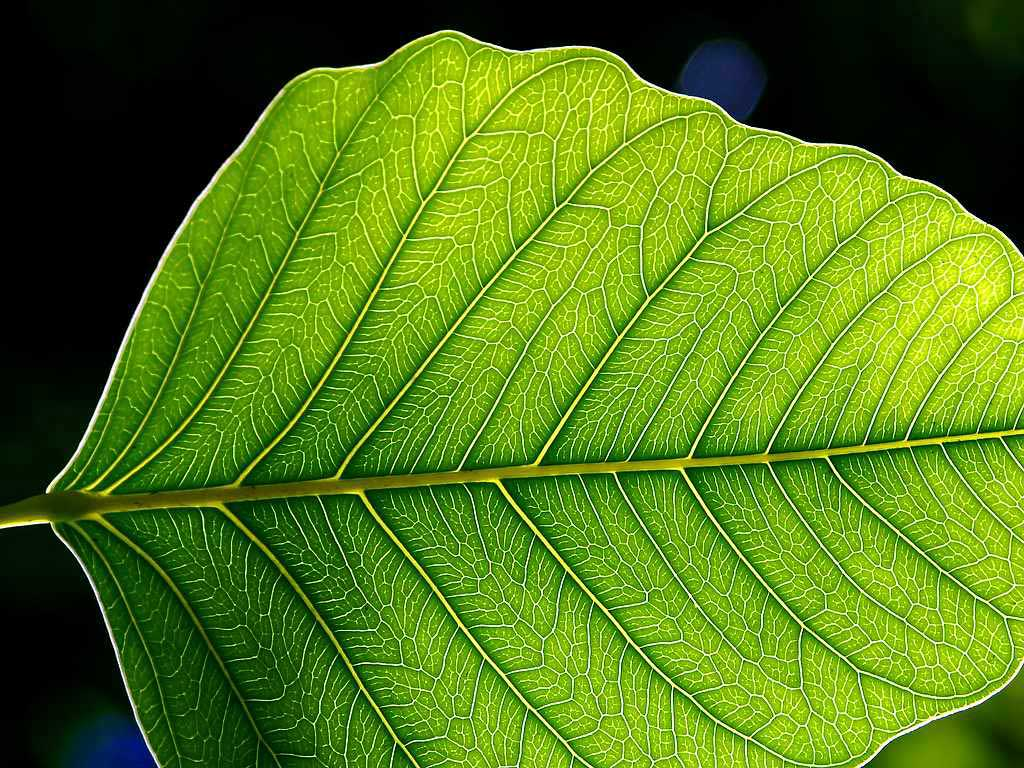
الورقة هي الموقع الأولي لعملية التمثيل الضوئي في النباتات.

يقوم المُنْتِج الأساسي أو المُنْتِج الأولي (بكسر التاء) بتحويل مصدر الطاقة اللاأحيائي (مثل الضوء) إلى طاقة مخزنة في المركبات العضوية، والتي يمكن استخدامها من قبل كائنات أخرى (مثل كائنات غيرية التغذية). يمكن للمنتجين الأوليين بتحويل الطاقة في الضوء (ضوئية التغذية) أو الطاقة في المركبات الكيميائية غير العضوية (جمادي التغذية) لبناء جزيئات عضوية، والتي عادة ما تتراكم على شكل كتلة حيوية ثم يتم استخدامها كمصدر للكربون والطاقة من قبلالكائنات الأخرى (مثل كائنات غيرية التغذية و خليطية التغذية ). تُعد ضوئيات التغذية هُم المنتِجين الأوليين، حيث تقوم هذه الفئة بتحويل طاقة الضوء إلى طاقة كيميائية من خلال عملية التمثيل الضوئي، ثم إلى ثاني أكسيد الكربون، وهو مصدر كربون غير عضوي. المنتجون الأوليون يُعتبرون في أدنى مستوى غذائي، وهم السبب التي جعل الأرض مستدامة مدى الحياة حتى يومنا هذا.